# Ô nhiễm ánh sáng

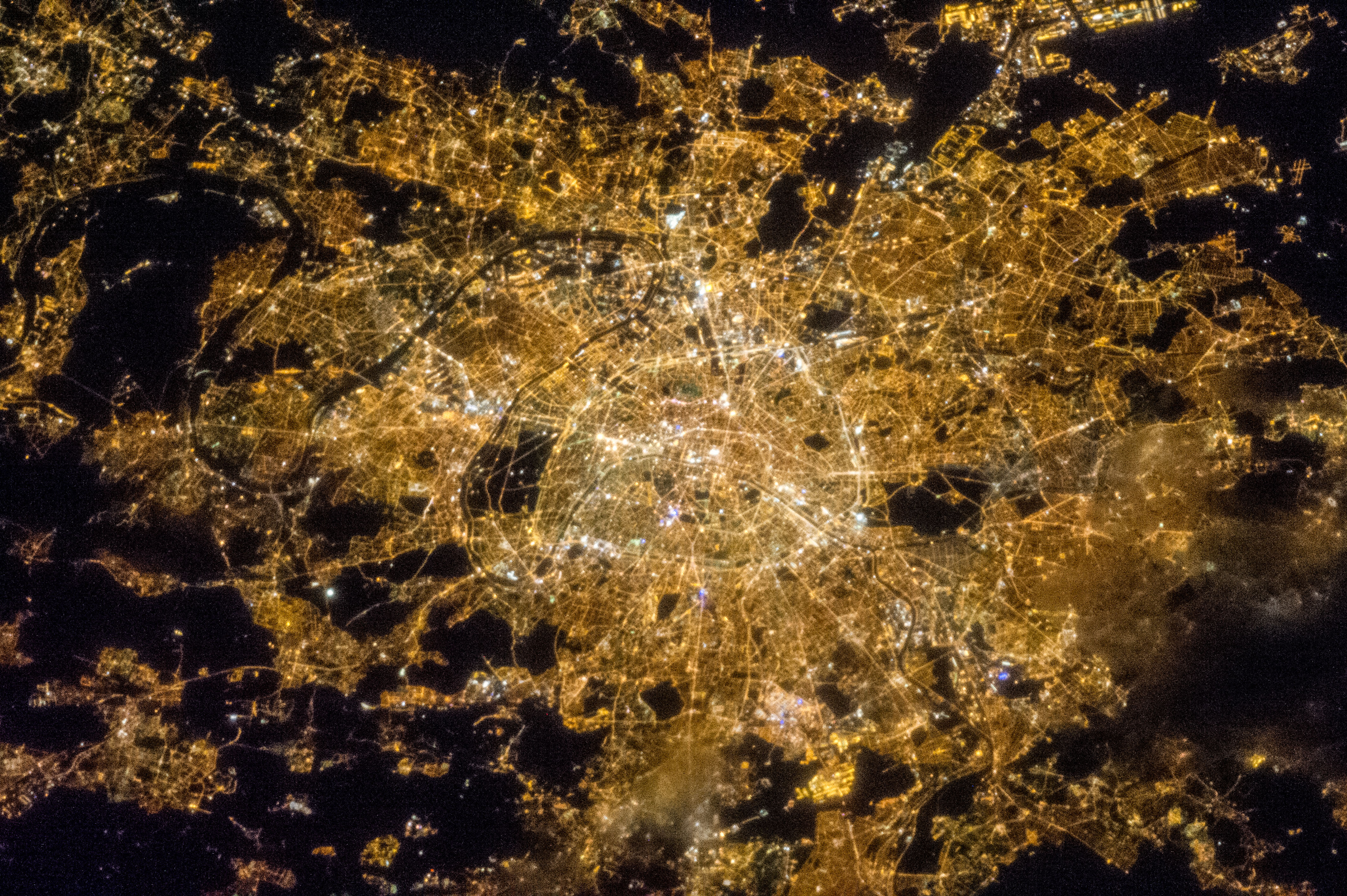
Chế độ xem vệ tinh của Paris vào ban đêm

Ô nhiễm ánh sáng xảy ra do sự hiện diện những hành động của con người và các loại hình ánh sáng nhân tạo trong môi trường ban đêm. Nó càng trở nên trầm trọng hơn do sử dụng ánh sáng quá mức, sai hướng hoặc gây khó chịu, nhưng ngay cả ánh sáng được sử dụng cẩn thận về cơ bản cũng làm thay đổi điều kiện tự nhiên. Là một tác dụng phụ chính của quá trình đô thị hóa, nó được cho là gây ảnh hưởng đến sức khỏe, phá vỡ hệ sinh thái và làm hỏng môi trường thẩm mỹ.

## Định nghĩa
Ô nhiễm ánh sáng là sự hiện diện quá mức của ánh sáng nhân tạo trong các điều kiện tối khác, khiến các nguồn sáng trong tự nhiên bị mờ đi hoặc mất đi. Thuật ngữ này được sử dụng phổ biến nhất liên quan đến môi trường ngoài trời, nhưng cũng được sử dụng để chỉ ánh sáng nhân tạo trong nhà. Hậu quả bất lợi là rất nhiều; một số người trong số họ có thể chưa được biết đến. Ô nhiễm ánh sáng cạnh tranh với ánh sao trên bầu trời đêm đối với cư dân đô thị, gây trở ngại cho các đài quan sát thiên văn. Và giống như bất kỳ dạng ô nhiễm nào khác, Ô nhiễm ánh sáng phá vỡ hệ sinh thái và gây ảnh hưởng xấu đến sức khỏe.

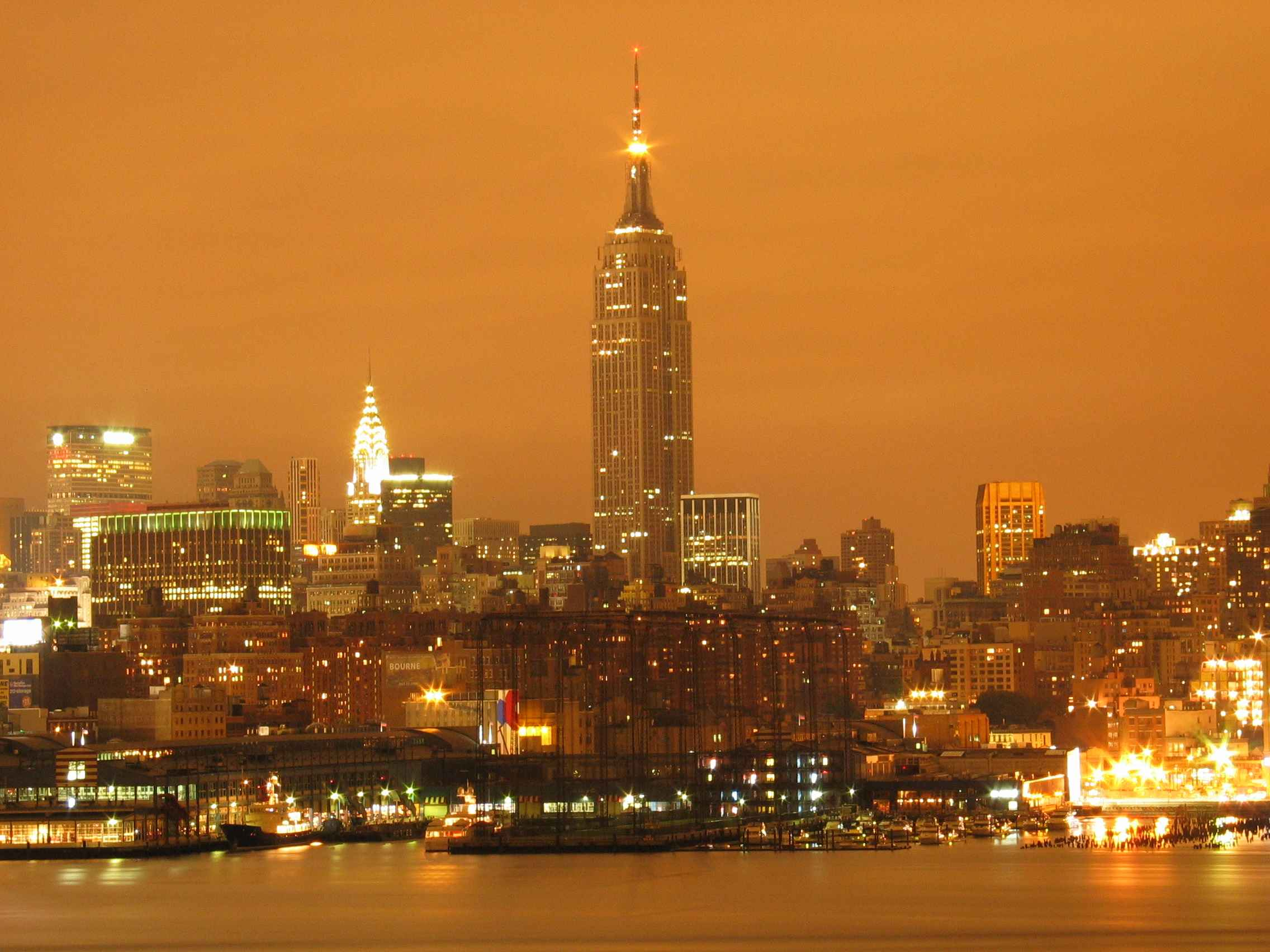
Ảnh phơi sáng của Thành phố New York vào ban đêm cho thấy ánh sáng rực rỡ.

Ô nhiễm ánh sáng là một tác dụng phụ của nền văn minh công nghiệp. Các nguồn của nó bao gồm chiếu sáng bên ngoài và bên trong tòa nhà, quảng cáo, chiếu sáng khu vực ngoài trời (chẳng hạn như bãi đỗ xe), văn phòng, nhà máy, đèn đường và các địa điểm thể thao được chiếu sáng. Nó nghiêm trọng nhất ở các khu vực đông dân cư, công nghiệp hóa cao ở Bắc Mỹ, Châu Âu và Nhật Bản và ở các thành phố lớn ở Trung Đông và Bắc Phi như Tehran và Cairo, nhưng ngay cả một lượng ánh sáng tương đối nhỏ cũng có thể nhận thấy và tạo ra vấn đề. Nhận thức về những tác động có hại của ô nhiễm ánh sáng đã bắt đầu từ đầu thế kỷ 20, nhưng những nỗ lực để giải quyết những ảnh hưởng đã không bắt đầu cho đến những năm 1950. Vào những năm 1980, một phong trào bầu trời tối toàn cầu nổi lên với sự thành lập của Hiệp hội Bầu trời tối Quốc tế (IDA). Hiện nay đã có các tổ chức giáo dục và vận động như vậy ở nhiều quốc gia trên toàn thế giới.

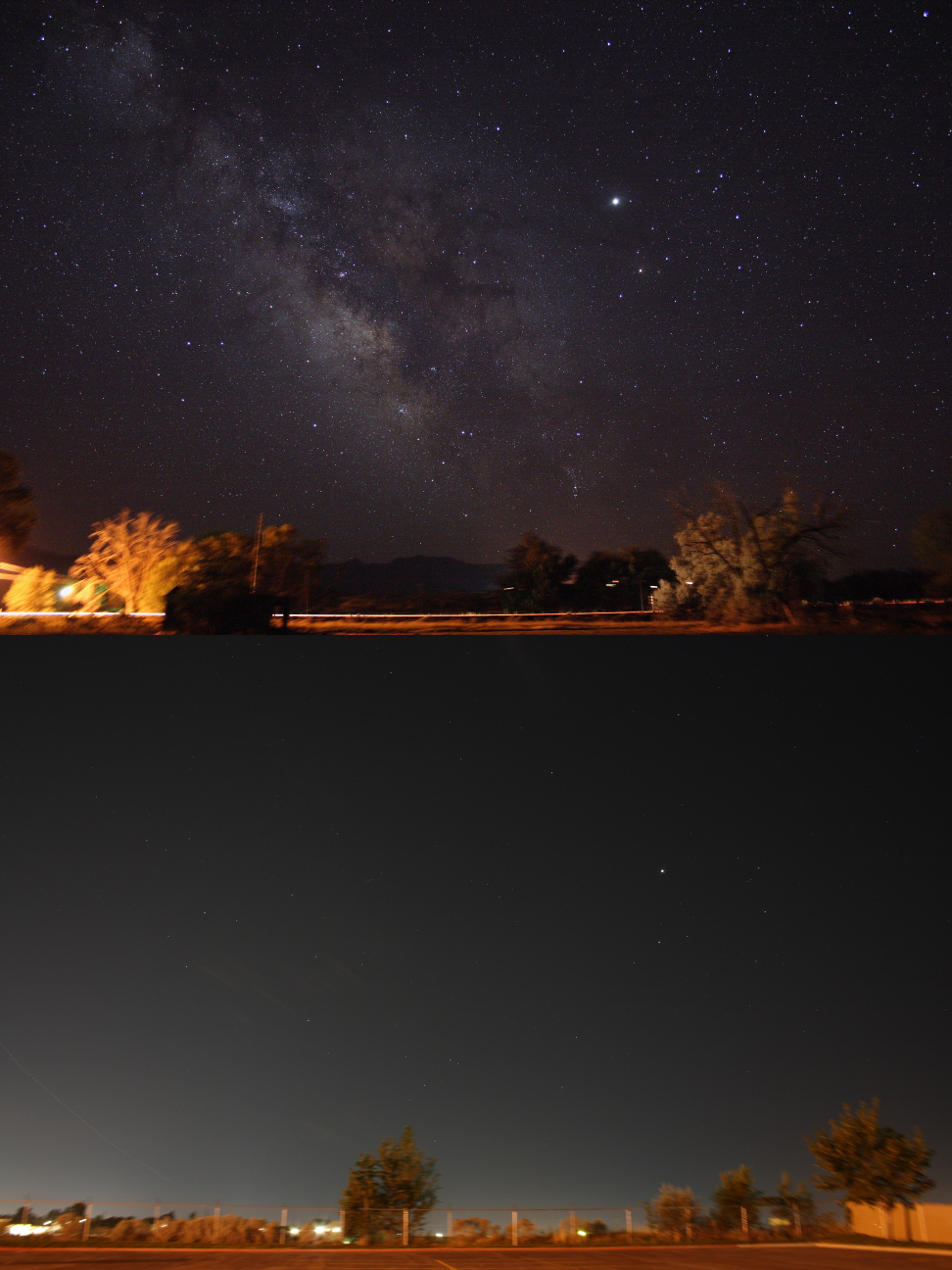
So sánh quang cảnh bầu trời đêm từ một thị trấn nông thôn nhỏ (trên cùng) và một khu vực đô thị (dưới cùng). Ô nhiễm ánh sáng làm giảm đáng kể khả năng hiển thị của các ngôi sao.

## Ảnh hưởng đến việc sử dụng năng lượng
Những người ủng hộ bảo tồn năng lượng cho rằng ô nhiễm ánh sáng phải được giải quyết bằng cách thay đổi thói quen của xã hội, để ánh sáng được sử dụng hiệu quả hơn, ít lãng phí hơn và ít tạo ra ánh sáng không mong muốn hoặc không cần thiết.     Một số nhóm công nghiệp cũng công nhận ô nhiễm ánh sáng là một vấn đề quan trọng. Ví dụ, Viện Kỹ sư chiếu sáng ở Vương quốc Anh cung cấp cho các thành viên thông tin về ô nhiễm ánh sáng, các vấn đề mà nó gây ra và cách giảm tác động của nó. Mặc dù, nghiên cứu gần đây  chỉ ra rằng hiệu quả năng lượng không đủ để giảm ô nhiễm ánh sáng vì hiệu ứng dội ngược.
Vì không phải tất cả mọi người đều bị kích thích bởi cùng một nguồn chiếu sáng, nên thông thường "ô nhiễm" ánh sáng của một người là ánh sáng mong muốn của người khác. Một ví dụ về điều này được tìm thấy trong quảng cáo, khi một nhà quảng cáo muốn các đèn cụ thể sáng và có thể nhìn thấy được, mặc dù những người khác thấy chúng khó chịu. Các loại ô nhiễm ánh sáng khác chắc chắn hơn. Ví dụ, ánh sáng vô tình vượt qua ranh giới bất động sản và làm phiền hàng xóm thường bị lãng phí và gây ô nhiễm ánh sáng.
Tranh chấp vẫn còn phổ biến khi quyết định hành động thích hợp; và sự khác biệt trong quan điểm về ánh sáng được coi là hợp lý và ai phải chịu trách nhiệm, có nghĩa là đôi khi phải diễn ra đàm phán giữa các bên. Khi muốn đo lường mục tiêu, mức độ ánh sáng có thể được định lượng bằng phép đo thực địa hoặc mô hình toán học, với kết quả thường được hiển thị dưới dạng bản đồ đẳng hướng hoặc bản đồ đường viền ánh sáng. Các nhà chức trách cũng đã thực hiện nhiều biện pháp khác nhau để đối phó với ô nhiễm ánh sáng, tùy thuộc vào lợi ích, niềm tin và hiểu biết của xã hội liên quan.    Các biện pháp bao gồm không làm gì cả, đến việc thực hiện các luật và quy định nghiêm ngặt về cách lắp đặt và sử dụng đèn.

## Phân loại
Ô nhiễm ánh sáng là do sử dụng ánh sáng nhân tạo không hiệu quả hoặc không cần thiết. Loại cụ thể của ô nhiễm ánh sáng bao gồm xâm nhập ánh sáng, chiếu sáng quá mức, ánh sáng chói lòa, ánh sáng lộn xộn, và ánh sáng chiếm dụng bầu trời (hay còn gọi là hiệu tượng quầng sáng). Một nguồn sáng vi phạm thường thuộc nhiều hơn một trong các loại này.

### Xâm nhập ánh sáng
Sự xâm phạm ánh sáng xảy ra khi ánh sáng không mong muốn xâm nhập vào nơi ở của một người. Ví dụ: Ánh sáng chiếu qua hàng rào của hàng xóm. Một vấn đề xâm phạm ánh sáng phổ biến xảy ra là khi một ánh sáng mạnh chiếu từ bên ngoài vào cửa sổ của nhà người khác, gây ra các vấn đề như mất ngủ. Một số thành phố ở Hoa Kỳ đã phát triển các tiêu chuẩn về việc chiếu sáng ngoài trời để chống lại và bảo vệ quyền của công dân trước sự xâm phạm của ánh sáng. Để hỗ trợ họ, Hiệp hội " International Dark-Sky" đã phát triển một bộ quy tắc kiểu mẫu chiếu sáng:
" International Dark-Sky" đã được triển khai để giảm ánh sáng phản chiếu lên bầu trời làm giảm tầm nhìn của các ngôi sao. Đây là bất kỳ hình thức ánh sáng nào được phát ra hơn 90° so với nadir. Bằng cách hạn chế ánh sáng ở mốc 90° này, họ cũng đã giảm công suất ánh sáng trong phạm vi 80–90°, điều này tạo ra hầu hết các vấn đề về xâm phạm ánh sáng.
Các cơ quan liên bang của Hoa Kỳ cũng có thể thực thi các tiêu chuẩn và xử lý khiếu nại trong phạm vi quyền hạn của họ. Ví dụ, trong trường hợp sự xâm nhập ánh sáng là ánh sáng nhấp nháy trắng từ các tháp truyền thông và nó vượt quá yêu cầu chiếu sáng tối thiểu của FAA Thì Ủy ban Truyền thông Liên bang duy trì cơ sở dữ liệu Đăng ký Cấu trúc Ăng-ten  thông tin mà công dân có thể sử dụng để xác định các cấu trúc vi phạm và đồng thời cung cấp một cơ chế để xử lý các thắc mắc và khiếu nại của công dân. Hội đồng Công trình Xanh của Hoa Kỳ (USGBC) cũng đã kết hợp tín dụng về việc giảm lượng ánh sáng xâm nhập và ánh sáng bầu trời vào tiêu chuẩn về việc xây dựng tiêu chuẩn thân thiện với môi trường được gọi là LEED.
Có thể giảm sự xâm nhập của ánh sáng bằng cách chọn các thiết bị chiếu sáng hạn chế lượng ánh sáng phát ra quá 80° so với nadir. Các định nghĩa IESNA bao gồm giới hạn hoàn toàn (0%), giới hạn (10%) và giới hạn một nửa (20%). (Các định nghĩa này cũng bao gồm các giới hạn về ánh sáng phát ra trên 90° để giảm sự phát sáng của bầu trời.)

### Chiếu sáng quá mức
Chiếu sáng quá mức là việc sử dụng quá nhiều ánh sáng. Cụ thể, ở Hoa Kỳ việc sử dụng ánh sáng quá mức là nguyên nhân gây lãng phí năng lượng (khoảng hai triệu thùng dầu mỗi ngày). Cũng theo nguồn tin của Bộ Năng lượng Hoa Kỳ (DOE), hơn 30% tổng năng lượng sơ cấp được tiêu thụ bởi các ngành thương mại, công nghiệp và dân dụng. Kiểm toán năng lượng của các tòa nhà hiện có chứng minh rằng: Thành phần chiếu sáng dành cho mục đích dân cư, thương mại và công nghiệp tiêu thụ khoảng 20–40% diện tích đất sử dụng và chúng thay đổi theo vùng (Việc chiếu sáng được sử dụng trong khu dân cư chỉ tiêu thụ 10–30% hóa đơn năng lượng, trong khi mục đích sử dụng phần lớn là dành cho các tòa nhà thương mại.) Như vậy năng lượng chiếu sáng chiếm khoảng bốn hoặc năm triệu thùng dầu (tương đương) mỗi ngày. Một lần nữa dữ liệu kiểm toán năng lượng chứng minh rằng khoảng 30–60% năng lượng tiêu thụ trong chiếu sáng là không cần thiết hoặc vô cớ.
Một tính toán thay thế bắt đầu với thực tế là ánh sáng tòa nhà thương mại tiêu thụ vượt quá 81,68 terawatt (số liệu năm 1999) theo DOE. Vì vậy, chỉ riêng chiếu sáng thương mại đã tiêu thụ khoảng 4-5 triệu thùng dầu mỗi ngày (tương đương), phù hợp với cơ sở lý luận thay thế ở trên để ước tính mức tiêu thụ năng lượng chiếu sáng của Hoa Kỳ. Ngay cả giữa các nước phát triển cũng có sự khác biệt lớn trong các mô hình sử dụng ánh sáng. Các thành phố của Mỹ phát ra lượng ánh sáng vào không gian trên đầu người nhiều hơn từ ba đến năm lần so với các thành phố của Đức
Chiếu sáng quá mức bắt nguồn từ một số yếu tố:
1. Các tiêu chuẩn hoặc chuẩn mực dựa trên sự đồng thuận mà không dựa trên thị giác khoa học [21]
2. Không sử dụng bộ hẹn giờ, bộ cảm biến hoặc các điều khiển khác để tắt ánh sáng khi không cần thiết
3. Thiết kế không phù hợp, bằng cách chỉ định mức độ ánh sáng cao hơn mức cần thiết cho một nhiệm vụ trực quan nhất định.[22]
4. Lựa chọn sai đồ đạc hoặc bóng đèn, không hướng ánh sáng vào các khu vực cần thiết[22]
5. Lựa chọn phần cứng không phù hợp và sử dụng nhiều năng lượng hơn mức cần thiết để hoàn thành nhiệm vụ chiếu sáng.
6. Chưa hoàn thiện đào tạo người quản lý và người sử dụng hệ thống chiếu sáng hiệu quả
7. Bảo trì chiếu sáng không đầy đủ dẫn đến tăng chi phí năng lượng và ánh sáng.
8. "Ánh sáng ban ngày" do người dân yêu cầu để giảm tội phạm hoặc của các chủ cửa hàng để thu hút khách hàng.[23]
9. Thay thế đèn cũ bằng đèn LED để  hiệu quả hơn khi sử dụng cùng một nguồn điện.
10. Kỹ thuật chiếu sáng gián tiếp, chẳng hạn như chiếu sáng một bức tường thẳng đứng để phản xạ ánh sáng xuống mặt đất.

Hầu hết các vấn đề này có thể được sửa chữa dễ dàng bằng công nghệ sẵn có, rẻ tiền và với việc giải quyết các hoạt động của chủ nhà / người thuê nhà tạo ra giải pháp đối với việc khắc phục nhanh chóng các vấn đề này.

### Ánh sáng chói
Có thể được phân loại thành nhiều loại khác nhau. Một trong những phân loại như vậy được mô tả trong một cuốn sách của Bob Mizon, điều phối viên cho Chiến dịch bầu trời tối của Hiệp hội Thiên văn Anh, như sau:
- Ánh sáng chói mờ (blinding glare) mô tả các hiệu ứng như do nhìn chằm chằm vào Mặt trời. Nó hoàn toàn chói mắt và để lại những khiếm khuyết về thị lực tạm thời hoặc vĩnh viễn.
- Ánh sáng gây hạn chế tầm nhìn (disability glare): G ybị mù tạm thời do đèn pha ô tô chiếu vào.Tán xạ ánh sáng trong sương mù hoặc trong mắt, làm giảm độ tương phản
- Ánh sáng chói gây khó chịu (discomfort glare): thường không gây ra tình huống nguy hiểm, mặc dù nó gây khó chịu nhưng nó có thể gây mệt mỏi nếu trải qua thời gian dài.

Theo Mario Motta, chủ tịch Hiệp hội Y khoa Massachusetts, "... ánh sáng chói gây nguy hiểm cho sức khỏe cộng đồng - đặc biệt khi bạn càng lớn tuổi. Ánh sáng chói tán xạ trong mắt làm mất độ tương phản và dẫn đến điều kiện lái xe không an toàn, giống như ánh sáng chói trên kính chắn gió bẩn từ ánh sáng mặt trời góc thấp hoặc chùm sáng cao từ một chiếc xe đang tới. "
Hiệu ứng chói mắt phần lớn là do độ tương phản bị giảm do tán xạ ánh sáng trong mắt, bởi độ sáng quá mức hoặc phản xạ ánh sáng từ các vùng tối trong tầm nhìn. Với độ chói tương tự như độ chói trên. Loại chói này là một trường hợp đặc biệt của ánh sáng chói hạn chế tầm nhìn (Điều này không giống như việc mất khả năng nhìn vào ban đêm do tác động trực tiếp của ánh sáng lên mắt.)

### Ánh sáng lộn xộn

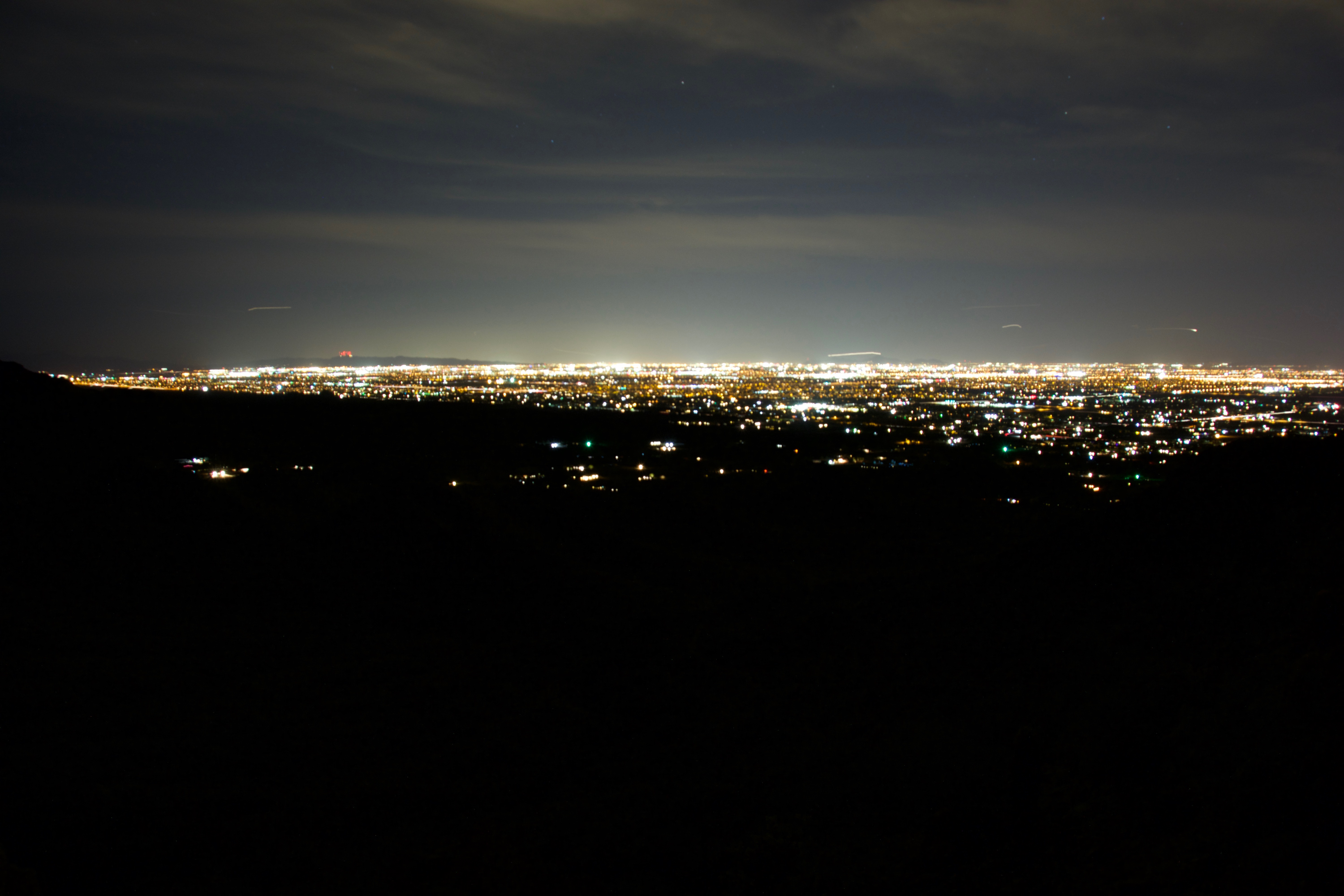
Quang cảnh khu tàu điện ngầm Phoenix từ đỉnh Goldmine Trail trên dãy núi San Tan

Ám chỉ nhiều luồng sáng quá mức cùng lúc. Các luồng sáng có thể gây lộn xộn, mất tập trung và có thể dẫn tới tai nạn. Loại này đặc biệt xảy ra trên các đường phố mà hệ thống đèn thiết kế kém hoặc là có quá nhiều đèn quảng cáo. Tùy thuộc vào động cơ của cá nhân hoặc tổ chức lắp đặt đèn, vị trí và thiết kế của chúng thậm chí có thể nhằm mục đích khiến người lái xe mất tập trung và có thể góp phần gây ra tai nạn.

### Từ vệ tinh
Một nguồn ô nhiễm ánh sáng khác là các vệ tinh nhân tạo. Với sự gia tăng số lượng các chòm sao vệ tinh như OneWeb và Starlink trong tương lai, cộng đồng thiên văn học, chẳng hạn như IAU, lo ngại rằng ô nhiễm ánh sáng sẽ tăng lên đáng kể, bên cạnh các vấn đề khác về tình trạng quá tải vệ tinh.

## Đo lường và hiệu ứng toàn cầu

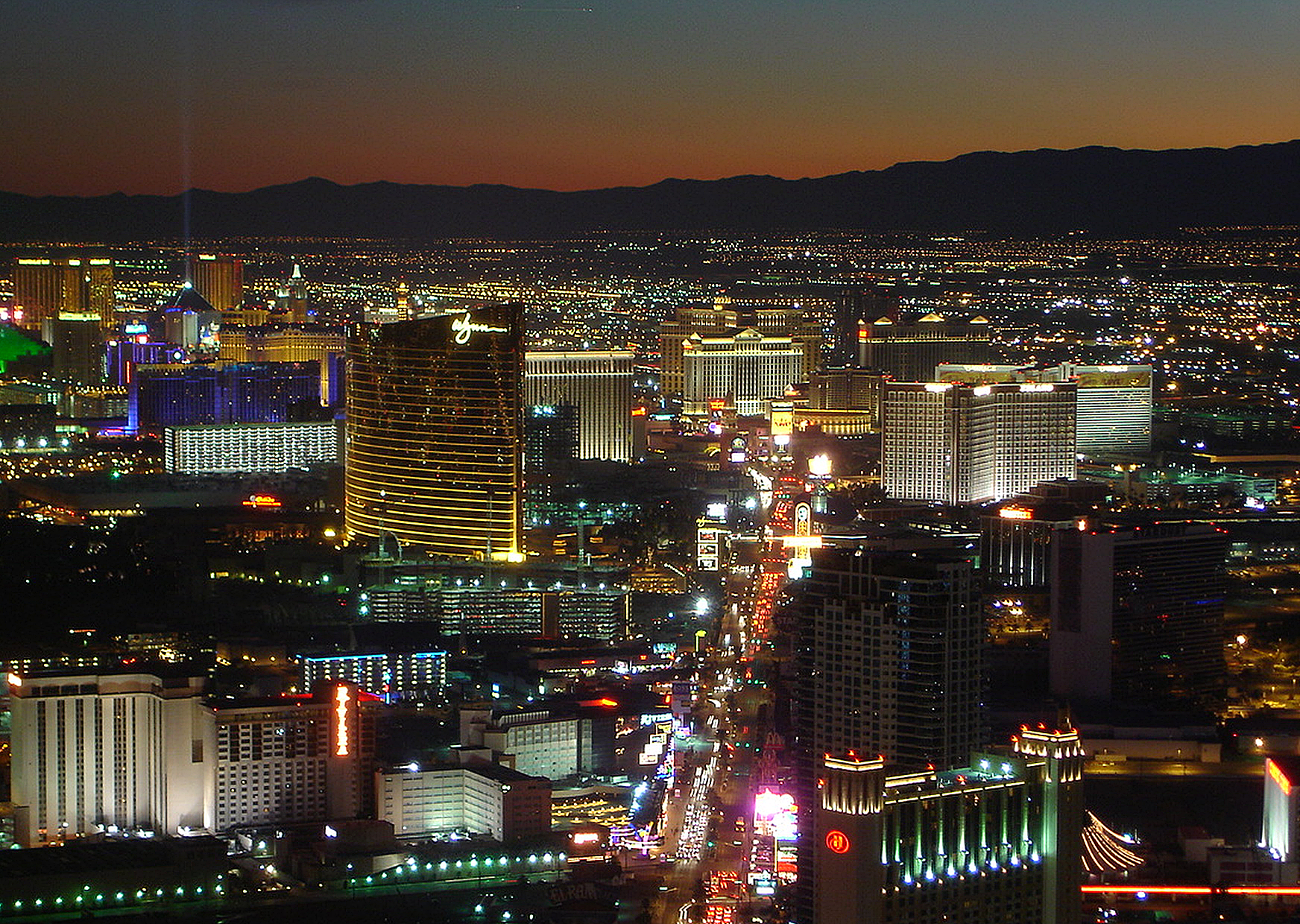
Dải Las Vegas hiển thị quá nhiều nhóm ánh sáng đầy màu sắc. Đây là một ví dụ kinh điển về sự lộn xộn của ánh sáng.

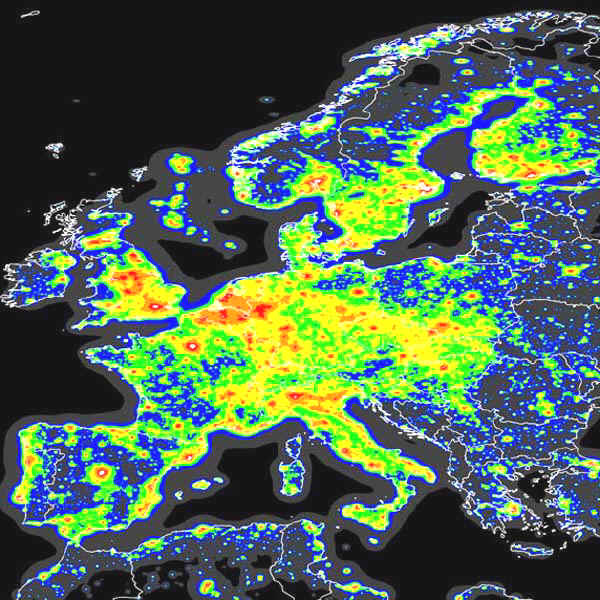
Màu giả hiển thị cường độ của ánh sáng bầu trời từ các nguồn sáng nhân tạo

Đo lường hiệu ứng ánh sáng bầu trời trên quy mô toàn cầu là một quy trình phức tạp. Bầu khí quyển tự nhiên không hoàn toàn tối, ngay cả khi không có nguồn ánh sáng trên mặt đất và sự chiếu sáng từ Mặt trăng. Điều này được gây ra bởi hai nguồn chính: luồng khí và ánh sáng tán xạ.
Ở độ cao lớn, chủ yếu ở phía trên tầng trung lưu, có đủ bức xạ UV từ mặt trời và nó có bước sóng rất ngắn để gây ion hóa. Khi các ion va chạm với các hạt trung hòa về điện, chúng sẽ tái hợp và tạo ra các quang tử trong quá trình này, gây ra sự phát sáng trong không khí. Mức độ ion hóa đủ lớn để cho phép phát bức xạ liên tục ngay cả trong đêm, khi tầng trên của khí quyển nằm trong bóng của Trái đất. Ở tầng thấp hơn trong khí quyển, tất cả các quang tử mặt trời có năng lượng cao hơn sự ion hoá của  N2 và O2 đã bị hấp thụ bởi các lớp cao hơn và do đó không xảy ra quá trình ion hóa đáng kể.
Ngoài việc phát ra ánh sáng, bầu trời còn tán xạ ánh sáng tới  các ngôi sao ở xa và Dải Ngân Hà cũng như ánh sáng hoàng đạo, ánh sáng mặt trời. Ánh sáng bị phản xạ và tán xạ ngược từ các hạt bụi liên hành tinh.
Lượng ánh sáng phác ra ủa luồng khí và ánh sáng hoàng đạo khá thay đổi (tùy thuộc vào hoạt động của vết đen Mặt trời và chu kỳ Mặt trời) nhưng với điều kiện tối ưu, bầu trời tối nhất có thể có độ sáng khoảng 22 độ richter /cung vuông giây. Nếu có trăng tròn, độ sáng bầu trời tăng lên khoảng 18 độ richter / sq. Vòng cung thứ hai thì tùy thuộc vào độ trong suốt của khí quyển địa phương, sáng hơn 40 lần so với bầu trời tối nhất. Ở những khu vực đông dân cư, độ sáng bầu trời là 17 độ richter / sq. Vòng cung thứ hai không phải là hiếm nhưng chúng có thể sáng hơn 100 lần so với tự nhiên.
Để đo chính xác mức độ sáng của bầu trời, hình ảnh vệ tinh về trái đất vào ban đêm được sử dụng làm đầu vào thô cho số lượng và cường độ của các nguồn sáng. Chúng được đưa vào một mô hình vật lý về sự tán xạ do các phân tử không khí và sol khí để tính toán độ sáng tích lũy của bầu trời. Các bản đồ hiển thị độ sáng bầu trời nâng cao đã được chuẩn bị cho toàn thế giới.
Việc kiểm tra khu vực xung quanh Madrid cho thấy tác động của ô nhiễm ánh sáng do một tụ điểm lớn gây ra có thể được cảm nhận cách trung tâm tới 100 km (62 mi).  Ảnh hưởng lên toàn cầu của ô nhiễm ánh sáng cũng được thể hiện rõ ràng. Toàn bộ khu vực bao gồm miền Nam nước Anh, Hà Lan, Bỉ, Tây Đức và miền bắc nước Pháp có độ sáng bầu trời ít nhất gấp hai đến bốn lần bình thường (xem ở trên bên phải). Những nơi duy nhất ở lục địa Châu Âu mà bầu trời có thể đạt được bóng tối tự nhiên là ở phía bắc Scandinavia và ở các hòn đảo xa lục địa.

## Tác hại

#### Ảnh hưởng đến sức khoẻ và tâm lý con người

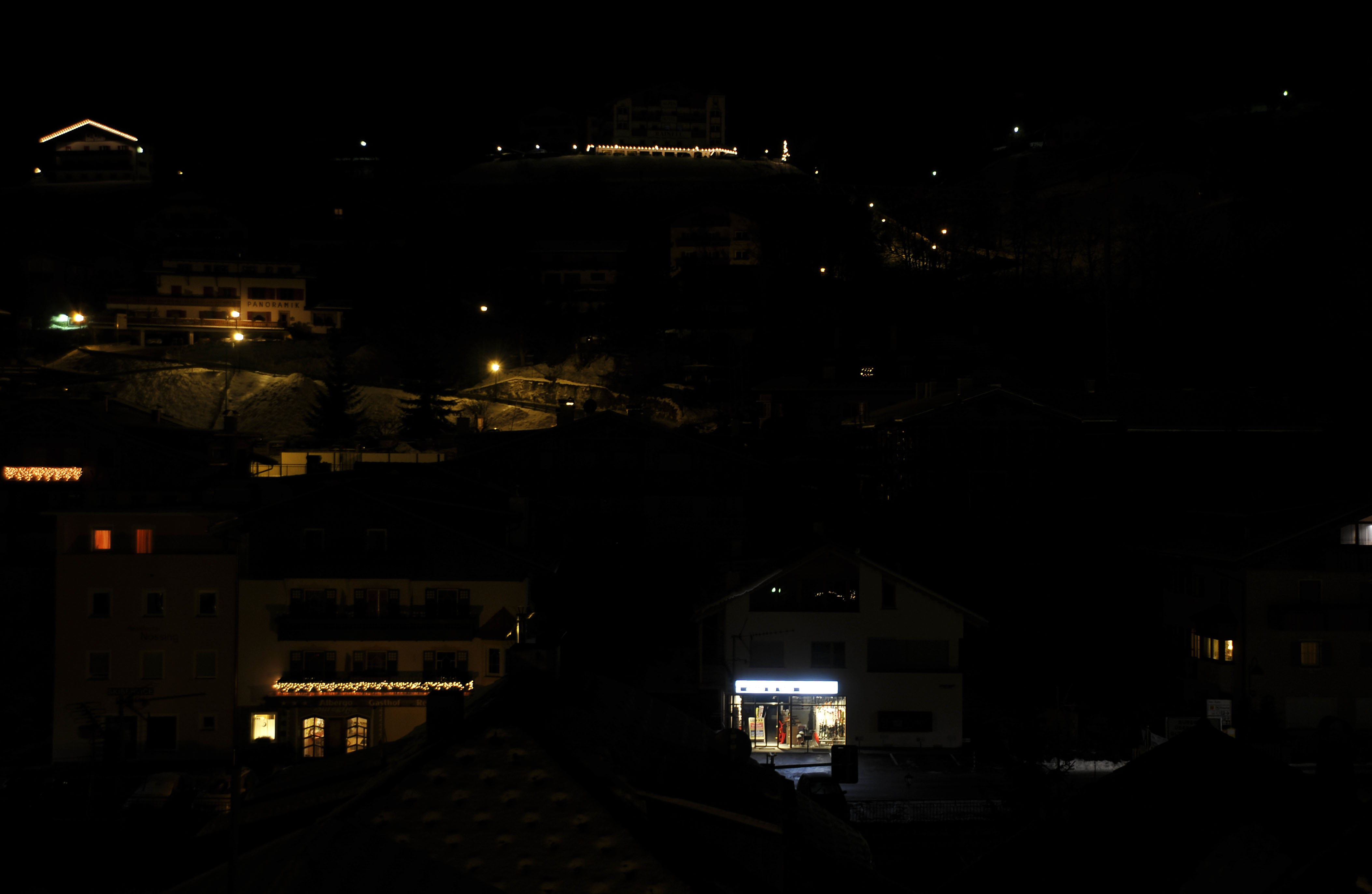
Đèn đường tại khu nghỉ mát trượt tuyết Kastelruth ở Nam Tyrol, Ý

Nhiều nghiên cứu khoa học cho thấy, sự ô nhiễm ánh sáng sẽ gây ra nhiều tác hại đối với sức khoẻ con người như đau đầu, mệt mỏi, lo âu, trầm cảm, căng thẳng thần kinh. Ngoài ra, Tổ chức Y tế thế giới (WHO) còn cảnh báo về tỉ lệ nguy cơ cao gây ra các bệnh ung thư: Vú, ruột kết, trực tràng và tuyến tiền liệt nhất là đối với những người làm việc vào ban đêm
Năm 2009, trong sách "Mù do ánh sáng" (Blinded by the light?), Giáo sư Steven Lockley, Đại học Y khoa Harvard, ở chương 4 viết về "Ý nghĩa của sức khỏe con người đối với ô nhiễm ánh sáng", cho rằng: "sự xâm nhập của ánh sáng, ngay cả ánh sáng mờ, có thể có những ảnh hưởng có thể đo được đối với sự gián đoạn giấc ngủ và sự ức chế melatonin. tuần hoàn mãn tính, ngủ và sự phá vỡ hóc môn có thể có những nguy cơ về sức khỏe lâu dài ". Vào tháng 6 năm 2009, Hiệp hội Y khoa Hoa Kỳ đã phát triển một chính sách hỗ trợ kiểm soát ô nhiễm ánh sáng. Tin tức về quyết định nhấn mạnh ánh sáng chói là mối nguy hiểm cho sức khỏe cộng đồng dẫn đến điều kiện lái xe không an toàn. Đặc biệt ở người cao tuổi, ánh sáng chói làm mất độ tương phản, che khuất tầm nhìn ban đêm đây cũng chính là những nguyên nhân dẫn đến tình trạng gia tăng tai nạn giao thông.

### Phá vỡ hệ sinh thái

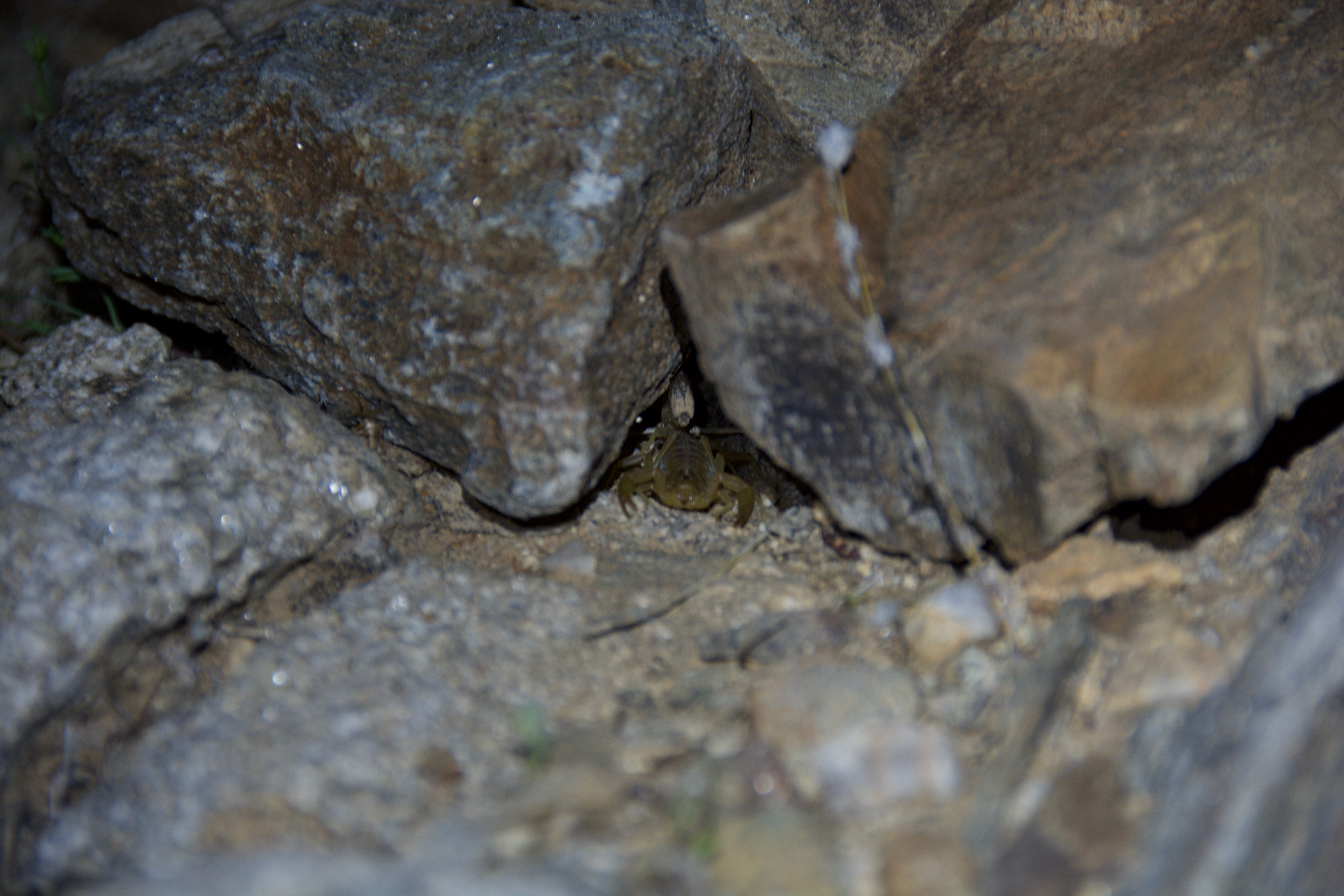
Một con bọ cạp ẩn mình dưới những tảng đá.

Khi ánh sáng nhân tạo ảnh hưởng đến sinh vật và hệ sinh thái thì được gọi là ô nhiễm ánh sáng sinh thái. Trong khi ánh sáng vào ban đêm có thể có lợi, trung tính hoặc có hại cho từng loài nhưng sự hiện diện của nó luôn làm xáo trộn hệ sinh thái. Ví dụ, một số loài nhện tránh những khu vực có ánh sáng, trong khi những loài khác vui vẻ dựng mạng nhện của chúng trực tiếp trên cột đèn. Vì cột đèn thu hút nhiều côn trùng bay nên những con nhện không quan tâm đến ánh sáng sẽ có lợi thế hơn những con nhện tránh nó. Đây là một ví dụ đơn giản về các cách và mạng lưới thức ăn của đông vật có thể bị xáo trộn khi đưa ánh sáng vào ban đêm.
Ô nhiễm ánh sáng đặc biệt là mối đe dọa nghiêm trọng đối với động vật hoang dã sống về đêm, có tác động tiêu cực đến sinh lý động thực vật. Nó có thể làm rối loạn chuyển hướng của động vật, thay đổi tương tác cạnh tranh, thay đổi quan hệ giữa động vật ăn thịt và con mồi và gây hại sinh lý Nhịp sống được sắp xếp bởi các mô hình tự nhiên trong ngày của ánh sáng và bóng tối, vì vậy sự gián đoạn các mô hình này ảnh hưởng đến các động lực sinh thái.
Một nghiên cứu năm 2009 cũng cho thấy các tác động có hại đối với động vật và hệ sinh thái do sự nhiễu loạn của ánh sáng phân cực hoặc sự phân cực nhân tạo của ánh sáng (ngay cả vào ban ngày, vì hướng phân cực tự nhiên của ánh sáng mặt trời và sự phản xạ của nó là nguồn thông tin cho rất nhiều động vật). Dạng ô nhiễm này được đặt tên là ô nhiễm ánh sáng phân cực (PLP). Các nguồn ánh sáng phân cực không tự nhiên có thể kích hoạt các hành vi sai lệch ở các đơn vị phân loại nhạy cảm với phân cực và làm thay đổi các tương tác sinh thái.
Đèn chiếu sáng trên các cấu trúc cao có thể làm mất phương hướng của các loài chim di cư. Ước tính của Cơ quan Cá và Động vật Hoang dã Hoa Kỳ về số lượng chim bị giết sau khi bị thu hút bởi các tháp cao dao động từ bốn đến năm triệu con mỗi năm và cao hơn một bậc. Chương trình Nhận thức về Ánh sáng Gây tử vong (FLAP) làm việc với các chủ sở hữu tòa nhà ở Toronto, Ontario, Canada và các thành phố khác để giảm tỷ lệ tử vong của các loài chim bằng cách tắt đèn trong thời gian di cư.
Tình trạng mất phương hướng tương tự cũng được ghi nhận đối với các loài chim di cư đến gần các cơ sở sản xuất và khoan ngoài khơi. Các nghiên cứu được thực hiện bởi Nederlandse Aardolie Maatschappij b.v. (NAM) và Shell đã dẫn đến việc phát triển và thử nghiệm các công nghệ chiếu sáng mới ở Biển Bắc. Đầu năm 2007, đèn được lắp đặt trên nền tảng sản xuất Shell L15. Thí nghiệm đã chứng tỏ một thành công lớn vì số lượng chim bay quanh sân ga giảm từ 50 đến 90%.

##### Ảnh hưởng đến sự quan sát thiên văn

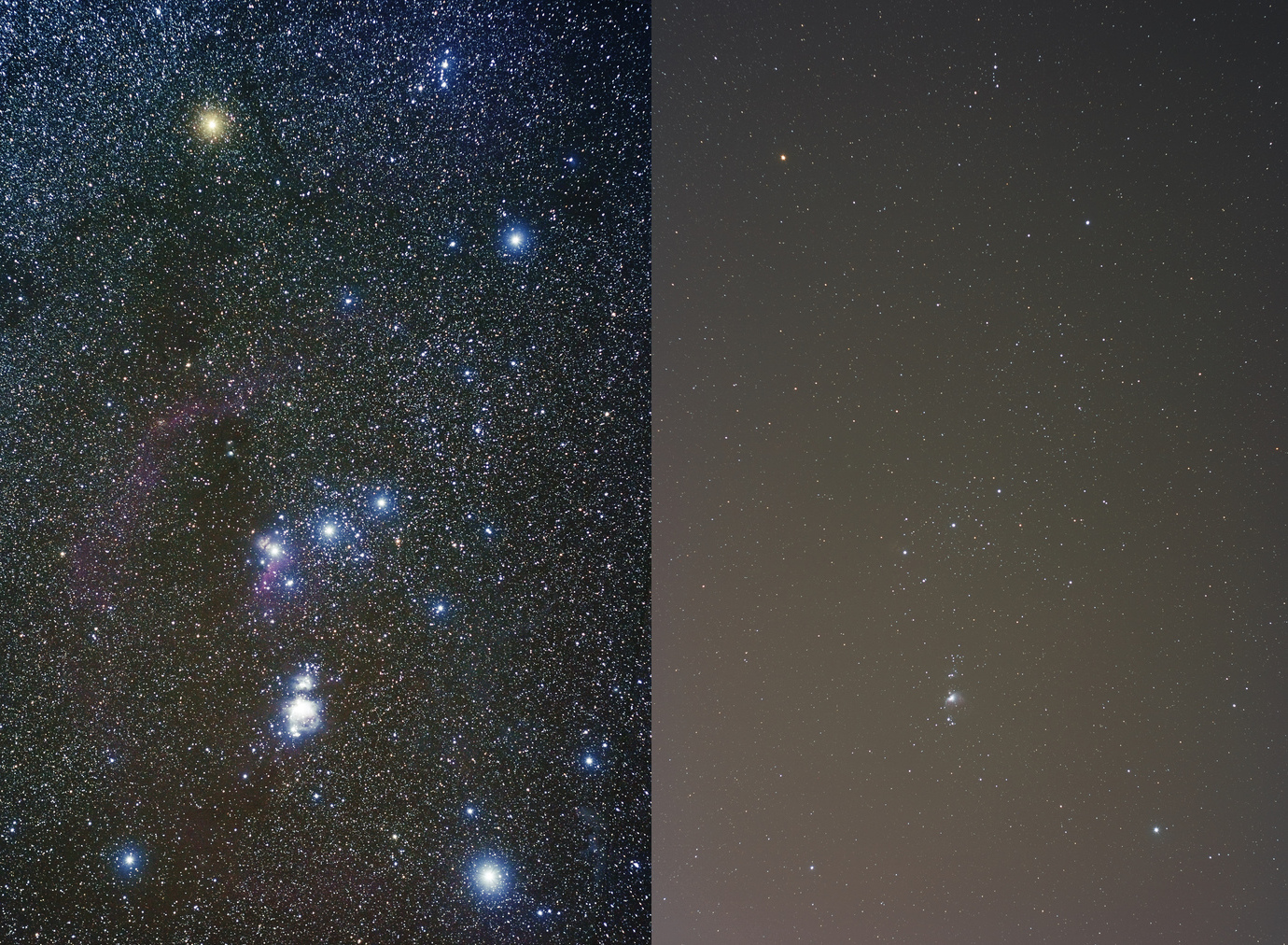
Chòm sao Orion, được chụp ở bên trái từ bầu trời tối và ở bên phải từ trong khu vực đô thị Provo / Orem, Utah

Thiên văn học rất nhạy cảm với ô nhiễm ánh sáng. Bầu trời đêm nhìn từ một thành phố không giống với những gì có thể nhìn thấy từ bầu trời tối. Hầu hết người dân thành phố không thể thấy các ngôi sao trên bầu trời đêm, ngoại trừ mặt trăng và một số ngôi sao sáng. Hiệu ứng quầng sáng (vùng sáng của bầu trời đêm trên khu vực có người ở; tiếng Anh: skyglow) thường thấy của việc ô nhiễm ánh sáng đã làm giảm độ tương phản giữa ngôi sao, thiên hà và ngay cả chính bầu trời. Khiến cho việc nhìn thấy những vật thể mờ ở xa khó hơn nhiều. Đây là một trong những yếu tố khiến các kính thiên văn mới hơn được chế tạo ở cho phép người quan sát nhìn những vùng ngày càng xa.
Ngay cả khi bầu trời đêm quang đãng, có thể có rất nhiều ánh sáng ảo—nhìn thấy ở thời gian phơi sáng lâu hơn trong chụp ảnh thiên văn. Bằng phần mềm, ánh sáng đi ảo có thể được giảm bớt, nhưng đồng thời chi tiết vật thể cũng bị mất đi trong ảnh

### Tăng ô nhiễm khí quyển
Một nghiên cứu được trình bày tại cuộc họp của Liên minh Địa vật lý Hoa Kỳ ở San Francisco đã phát hiện ra rằng ô nhiễm ánh sáng phá hủy các gốc nitrat do đó ngăn chặn sự giảm thời gian ban đêm bình thường của sương mù khí quyển, do khói thải ra từ ô tô và nhà máy. Nghiên cứu được trình bày bởi Harald Stark từ Cơ quan Khí quyển và Đại dương Quốc gia.

### Sự giảm phân phân cực bầu trời tự nhiên

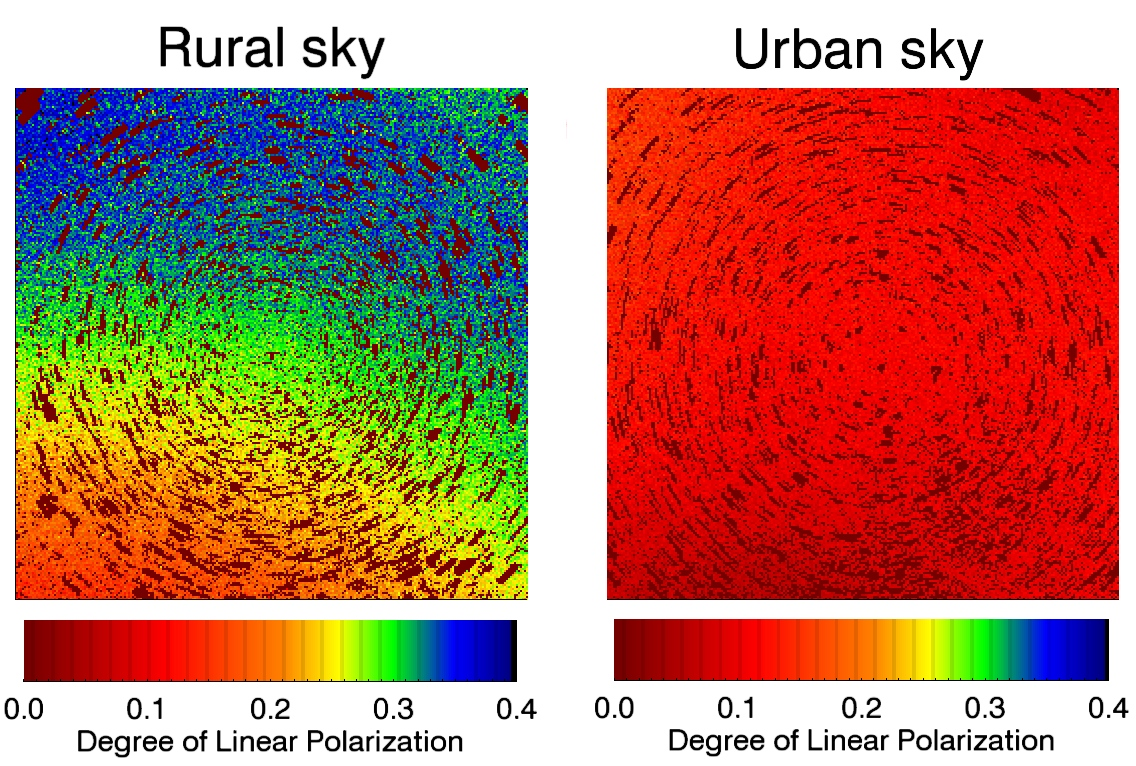
Ô nhiễm ánh sáng chủ yếu là không phân cực, và việc bổ sung nó vào ánh trăng dẫn đến giảm tín hiệu phân cực.

Vào ban đêm, sự phân cực của bầu trời có ánh trăng bị giảm rất mạnh khi có sự hiện diện của ô nhiễm ánh sáng đô thị, vì ánh sáng đô thị tán xạ không bị phân cực mạnh. Con người không thể nhìn thấy ánh trăng phân cực, nhưng được nhiều loài động vật sử dụng để xác định phương hướng.

## Giải Pháp
Giảm ô nhiễm ánh sáng bao hàm nhiều điều, chẳng hạn như giảm ánh sáng bầu trời, giảm độ chói, giảm ánh sáng xâm nhập và giảm lộn xộn. Do đó, phương pháp giảm ô nhiễm ánh sáng tốt nhất phụ thuộc vào vấn đề là gì trong bất kỳ trường hợp cụ thể nào. Các giải pháp khả thi bao gồm:
- Sử dụng nguồn sáng có cường độ tối thiểu cần thiết, để thực hiện mục đích của ánh sáng.
- .Tắt đèn bằng bộ hẹn giờ hoặc cảm biến chiếm dụng hoặc bằng tay khi không cần thiết
- Cải thiện các thiết bị chiếu sáng để chúng chiếu ánh sáng chính xác hơn đến nơi cần thiết và ít tác dụng phụ hơn
- Điều chỉnh loại đèn được sử dụng, để sóng ánh sáng phát ra ít gây nên vấn đề nghiêm trọng về ô nhiễm ánh sáng.Thủy ngân, kim loại halide và trên hết là thế hệ đèn LED ánh sáng xanh đầu tiên, gây ô nhiễm hơn nhiều so với đèn hơi natri: Bầu khí quyển của Trái đất tán xạ và truyền ánh sáng xanh lam tốt hơn ánh sáng vàng hoặc đỏ. Kinh nghiệm phổ biến là quan sát "ánh sáng chói" và "sương mù" xung quanh và bên dưới đèn LED ngay khi độ ẩm không khí tăng lên, trong khi đèn pha natri màu cam ít bị hiện tượng này hơn.
- Đánh giá các kế hoạch chiếu sáng hiện có và thiết kế lại một số hoặc tất cả các kế hoạch tùy thuộc vào nhu cầu sử dụng ánh sáng.

### Cải thiện thiết bị chiếu sáng

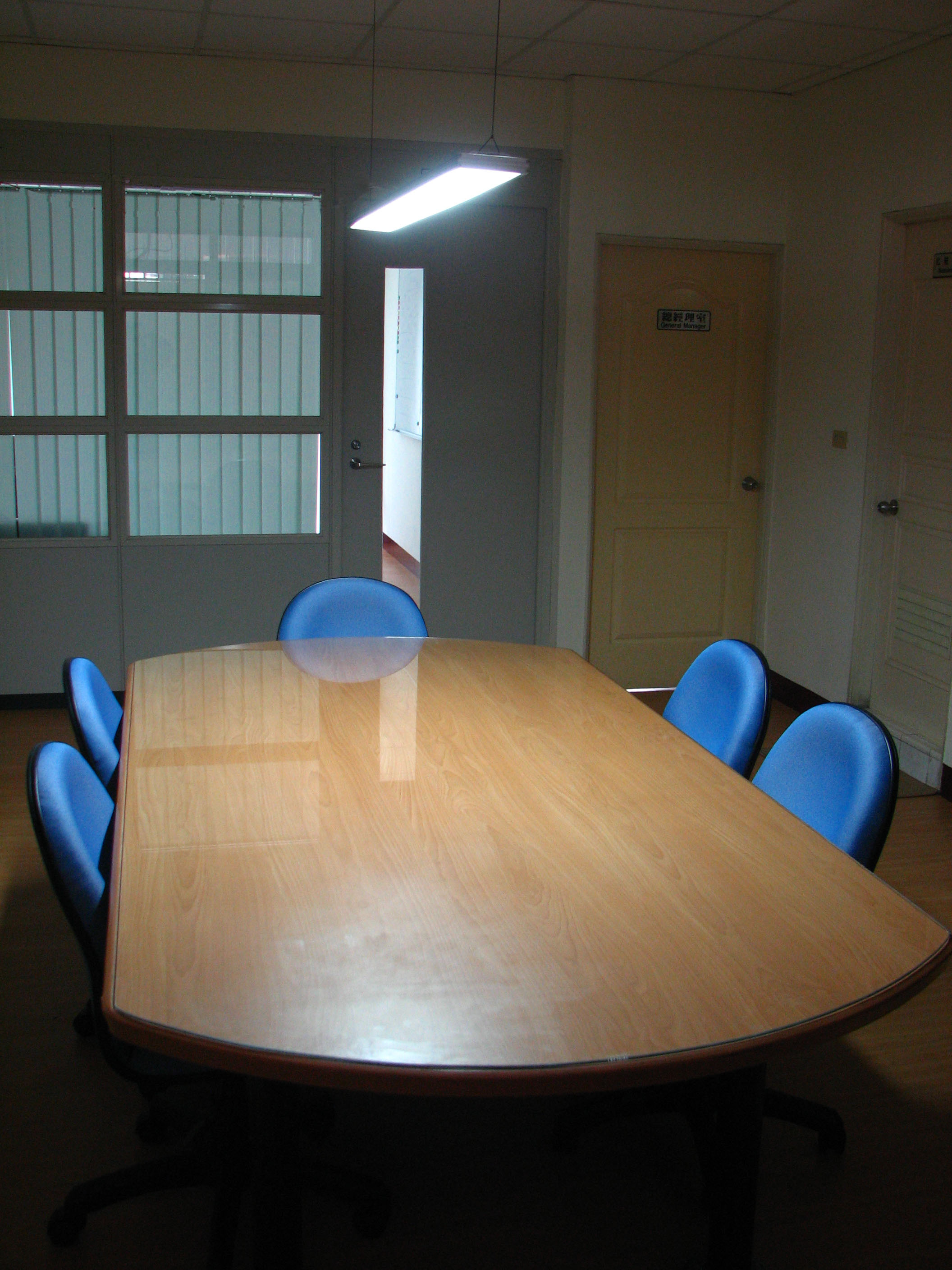
Loại đèn LED thả này có thể làm giảm ô nhiễm ánh sáng không cần thiết trong nội thất tòa nhà.

Hầu hết các nhà vận động ủng hộ việc giảm thiểu ô nhiễm ánh sáng,  cắt việc sử dụng các thiết bị chiếu sáng càng nhiều càng tốt. Người ta cũng thường khuyến nghị rằng các đèn nên được bố trí khoảng cách thích hợp để đạt hiệu quả tối đa  cũng như đảm bảo công suất của mỗi đèn điện là phù hợp với nhu cầu, ứng dụng cụ thể (dựa trên các tiêu chuẩn thiết kế chiếu sáng địa phương).
Các thiết bị cố định hoàn toàn ra mắt lần đầu tiên vào năm 1959, với sự ra đời của thiết bị cố định M100 của General Electric.
Một bộ cố định hoàn toàn, khi được lắp đặt chính xác, sẽ giảm cơ hội cho ánh sáng thoát ra bên ngoài theo mặt phẳng nằm ngang. Ánh sáng phát ra trên phương ngang đôi khi có thể chiếu sáng một mục tiêu đã định, nhưng thường không phục vụ mục đích nào. Khi nó đi vào bầu khí quyển, ánh sáng góp  phần tạo ra quầng sáng trên bầu trời. Một vài các nhà chức trách và tổ chức hiện đang xem xét hoặc đã triển khai thực hiện đầy đủ các thiết bị cố định trong đèn đường và chiếu sáng sân vận động.
Việc sử dụng các thiết bị cố định hoàn toàn giúp giảm ánh sáng bầu trời bằng cách ngăn ánh sáng thoát ra ngoài theo phương ngang. Việc cắt hoàn toàn thường làm giảm khả năng hiển thị của đèn và gương phản xạ trong đèn, do đó ảnh hưởng của ánh sáng chói cũng giảm. Các nhà vận động cũng thường tranh luận rằng các thiết bị cố định đầy đủ hiệu quả hơn các thiết bị cố định khác, vì ánh sáng nếu không sẽ thoát vào khí quyển có thể hướng xuống mặt đất. Vì nếu không ánh sáng  sẽ thoát vào khí quyển thay vì hướng xuống mặt đất.
Việc sử dụng các thiết bị cố định hoàn toàn có thể cho phép sử dụng đèn có công suất thấp hơn trong các thiết bị, tạo ra hiệu ứng tương tự hoặc đôi khi tốt hơn, do được kiểm soát cẩn thận hơn. Tuy nhiên, sự phản xạ này có thể được giảm bớt bằng cách  chỉ  cẩn thận  sử dụng công suất thấp, cần thiết nhất  cho đèn và đặt khoảng cách giữa các đèn một cách thích hợp.

### Điều chỉnh các loại nguồn sáng
Tồn tại một số loại nguồn sáng khác nhau, mỗi loại có nhiều đặc tính để xác định mức độ thích hợp của chúng cho các nhiệm vụ khác nhau.Các đặc điểm đặc biệt đáng chú ý là hiệu suất và phân bố công suất phổ. Thường có trường hợp các nguồn sáng không phù hợp đã được chọn cho một nhiệm vụ, hoặc do thiếu hiểu biết hoặc do công nghệ chiếu sáng không thích hợp và không có sẵn. Do đó, các nguồn sáng được chọn lọc thường xuyên góp phần không cần thiết vào ô chiếu sáng và lãng phí năng lượng. Bằng cách cập nhật các nguồn sáng một cách thích hợp, thường có thể giảm thiểu việc sử dụng năng lượng và ảnh hưởng ô nhiễm đồng thời cải thiện hiệu quả và khả năng hoạt động.
Một số loại nguồn sáng được liệt kê theo thứ tự hiệu quả năng lượng trong bảng dưới đây (số liệu là giá trị duy trì gần đúng) và bao gồm tác động ánh sáng bầu trời trực quan của chúng, liên quan đến ánh sáng LPS:
| Loại nguồn sáng                | Màu sắc                  | Hiệu quả chiếu sáng (tính bằng lumen/watt) | Hiệu ứng quầng s ng (liên quan đến LPS) |
| ------------------------------ | ------------------------ | ------------------------------------------ | --------------------------------------- |
| LED street light (white)       | warm-white to cool-white | 120                                        | 4–8                                     |
| Low Pressure Sodium (LPS/SOX)  | yellow/amber             | 110                                        | 1.0                                     |
| High Pressure Sodium (HPS/SON) | pink/amber-white         | 90                                         | 2.4                                     |
| Metal Halide                   | warm-white to cool-white | 70                                         | 4–8                                     |
| Incandescent                   | yellow/white             | 8–25                                       | 1.1                                     |
| PCA-LED                        | amber                    |                                            | 2.4                                     |